# Harry Weber
Pour les articles homonymes, voir Weber.
Harry Weber ou Henri Weber (1er janvier 1875 à Haller dans le duché de Luxembourg - 14 janvier 1940 à Marseille en France) était un chanteur franco-luxembourgeois.

## Biographie
C'est un artiste assez mystérieux sur lequel on connait peu de choses. Il enregistra entre 1897 et 1910 pour pratiquement toutes les firmes de l'époque, des plus modestes aux plus importantes, une multitude de disques et de cylindres sous son propre nom ou sous le pseudonyme de Monsieur d'Haller (du nom de son lieu de naissance). Il se plaçait dans un répertoire de chanteur à voix, mais on le retrouve également dans des airs d'opéra, d'opéra comique et succès du café concert.
Sur ses enregistrements, il est inscrit : Mr Weber de la gaité lyrique. À ce jour, aucune trace de ses passages n'a été retrouvée dans les programmes du Théâtre de la Gaîté, ni de l'Opéra, ni même dans ceux des cafés concerts parisiens.
Ses enregistrements se font plus rares après 1910, il serait devenu professeur de chant avant de se retirer à Marseille.